# Diablo III

## Сюжет
Действието в Диабло 3 се развива във фентъзи света „Светилището“(Sanctuary). Този свят е бил спасен от шепа незнайни герои (от сюжета в Диабло 2). Тези герои са оцелели в касапницата, създадена от армиите на Горящия Ад, но са полудели впоследствие. Сега е ред на ново поколение от герои, които трябва да се изправят пред злите сили, заплашващи „Светилището“.
Единствените потвърдени за участие неигрови персонажи са Декард Кейн, познат от миналите игри с име „Диабло“, и неговата осиновена дъщеря Лия, която се включва в някои от куестовете. Дневникът на Кейн, качен на официалния сайт на играта, описва събитията, случили се в предишните две игри. Когато Декард Кейн се завръща при останките от Тристрамската катедрала в търсене на следи от възобновена дейност на Първичното зло, той вижда как от небето пада метеор и поразява мястото, от което преди много лета се е появил самият Диабло. Пълната географска карта на „Светилището“ се състои от два главни континента и група от острови в северозападната част.

## Геймплей
Диабло 3 е подобна на своя предшественик Диабло 2. Разработчиците целят играта да може да върви на широк обхват от системи, както и обявиха, че няма да е нужен „DirectX10“. Диабло 3 ще използва собствена триизмерна игрова схема, наподобяваща погледа над играта на другите игри от поредицата. Противниците също ще бъдат част от тази игрова схема, например ще се изкачват по отвесни стени на пропасти право към бойното поле.
Както и в Диабло 2 игрите в мрежа ще са възможни посредством „Battle.net“ сървъра на Blizzard. Геймърите ще могат да се присъединяват и да напускат кооперативни игри с други играчи.
Диабло 3 ще предоставя подобрена система от куестове и произволно генериране на нива и противници, правещо играта интересна дори и при преиграването ѝ. Допълнително ще има странични и специфични за всеки клас герои куестове, които вървят паралелно с главните такива. Ще има 3 нови части от екипировката (сравнено с Диабло 2): нараменници, накитници и протектори за крака.
За разлика от миналите игри от поредицата, златото се взима, просто минавайки край него. За да се ускори геймплеят, противниците пускат сфери за лекуване и така нуждата от лента, пълна с колби, изчезва и бива заменена от лента с умения. Това позволява на играча да си избере копчета за бърз достъп до умения и магии. За разлика от Диабло 2, където може да се използват до две умения или магии, в Диабло 3 ще могат да се използват много повече.
В Диабло 3 героите няма да се ограничават в пол. Предметите ще изглеждат различно върху тях не само в зависимост от класовете герои, но и от техния пол.
Друга новост в Диабло 3 са руните за умения, които не се използват за подобряване на предмети, а за модифициране и увеличаване ефекта на магиите и уменията на героите. Например, слагайки руна в умението „Светкавица“ на магьосницата, дава възможността светкавицата да отскача между враговете или да ги взривява, нанасяйки щета в малък обсег.
За разлика от Диабло 2, в новата игра от поредицата златото и предметите на играча, съхранени в ковчежето му, ще бъдат напълно достъпни между всичките му герои. Хардкор героите нямат достъп до тази опция.
Също както и във Диабло 2 ще е възможно създаването на персонаж, който при умиране не може да бъде съживен (Хардкор герой). Тези герои нямат достъп до предметите, купувани с истински пари от официалния аукцион на Blizzard.

### Занаятчии
Занаятчиите са неигрови персонажи, които продават изделия и подсилват екипировката. Три класа занаятчии ще бъдат достъпни след изпълняването на куест, зададен ви от тях, те са: ковач, мистик и бижутер. Занаятчиите създават предмети, като използват материали, добити от играча чрез раздробяване до скрап на намерената екипировка. За разлика от Диабло 2, редки и магически предмети могат да бъдат подобрявани, не само обикновените такива. Чрез занаятчииството се създават предмети с произволни качества и бонуси. Занаятчиите могат да бъдат подобрявани, за да могат да произвеждат по-добри стоки за вас.

### Последователи
Последователите са неигрови персонажи, които могат да придужават играча през света на Диабло 3. Има три вида последователи: Тамплиер, Разбойник и Чародейка, всеки имащ своите специални умения и сили. Следвайки играча, последователите подобряват уменията си, трупат опит и си събират екипировка. Само един последовател може да следва играча. Те са достъпни само в индивидуална игра.

## Аукционна къща
На първи август 2011 е съобщено, че в Диабло 3 ще има два типа аукциони. Единият ще се базира на злато от играта, а другия на истински пари.
Blizzard оповести, че всичко което бъде намерено в играта, включително и злато може да се търгува с други играчи: директно или чрез аукционната система. С изключение на куест предметите, ще има много малко (ако въобще има) предмети, които няма да могат да се продават.

## Битки между играчи
Битките между играчите в Диабло 3 ще бъдат провеждани на специално създадени арени, различаващи се по големина и терен. Играчите участващи в този тип схватки ще могат да използват свои герои, като всеки герой ще има достъп до екипировката и уменията си, които е придобил в индивидуална или кооперативна игра.

## Класове герои
- Магьосник (Wizard) – Магьосникът е бунтарски заклинател, чиито умения изненадват и дори надминават тези на най-великите магове. Произлизащ от Ксиансай, магьосникът е преминавал от училище в училище и е учел все повече и повече. Магьосникът е специалист в магиите свързани с елементите (огън, вода, светкавица и вятър). Едни от най-мощните му магии са „Хидра“ и „Метеор“. Недоволен от тези „лесни“ магии, магьосникът е овладял „Заклинанията на мистерията“. Огъвайки времето и реалността, магьосникът е доказал своите умения като заклинател. На последно място магьосникът е овладял силата да направлява мечове и да призовава същества в помощ в боя с демоните които сега населяват „Светилището“.

- Шаман (Witch Doctor) – Шамана е ритуалистичен вууду боец. Появявайки се от дълбоките джунгли на „Светилището“, той всява страх със своите тъмни изкуства и магии. Медитирайки, той получава достъп до „Неоформената земя“ откъдето призовава духове ужасяващи противниците му до смърт. Този герой дори има възможността да съживява мъртвите, в човешки или нечовешки тела, и да ги командва. Живота в джунглите е дал възможността на този войн да използва прахове и еликсири за да създава огнени и отровни вещества. Макар че самият герой не участва директно в битките, чрез духовните си умения и магии, той е ценен съюзник в битката с демоните, нападнали неговият дом.

- Варварин (Barbarian) – Вараваринът е истински войн. Използва чисто физическа сила за да унищожава враговете си. Варваринът е чист пример за герой тип – близък бой, размахвайки огромните си оръжия, той се бори със злите сили надвиснали над „Светилището“.

- Монах (Monk) – Монахът е свещен войн, изпратен от своя манастир за да прочисти земята от демоните. С помощта на своите 1001 Бога монахът избива обитателите на Ада с цял арсенал от свещени атаки. Заедно с това монахът използва руническа магия, създавайки мощни атакуващи и защитни аури около него и около други биещи се на негова страна. Тренировките в манастира са дали на монаха най-страшните му оръжия – неговите юмруци.

- Ловец на демони (Demon Hunter) – Ловецът на демони е герой за далечен бой. Съчетавайки в себе си убийствена точност, акробатични номера и умения да залага капани, той ще се бори със силите на Ада по по-тактически начин. Уменията за далечен бой като „Molten Arrow“ и „Multishot“ помагат на демоничния ловец да убива своите противници отдалеч, докато механизирани капани му позволяват да избива противниците без те да могат да отвърнат. За да се допълни напълно арсеналът на този герой, той използва и тъмна магия, научена от наблюдения върху демоните и чудовищата които биват унищожени от самия него.

- Кръстоносец (Crusader) – Лидерите на хармоничната религия Закарум веднъж се стремяха да затворят Мефисто, господарят на омразата, под храма Травинкал, пропречвайки му да навлиза в сърцата на човечеството отново. Те се провалиха. Не за пръв път Закарум губи битка; 200 години преди това духовното лице Акхан забеляза корупция във вярата и изпрати последователите си на дълга мисия, за да я прочистят. „Кръстоносците“ на Акхан бяха млади новобранци, избрани по чест и доброта, но тяхното най-важно качество беше непоколебимата преданост към дълга им. Днес кръстоносците се фокусират над мисийте за непорочност.

					Крехкото „ограничение“ дава на злото много възможности да
процъфтява, което скитащите кръстоносци поразяват в Светилището. Някои се борят за правда; други се надяват победите им да покварят Закарум отново. Когато майстор
кръстоносец умре, неговите ученици взимат оръжията и личността му. така Kръстоносния поход продължава дори след смъртта.
					== Външни препратки ==
- Официален сайт Архив на оригинала от 2008-07-03 в Wayback Machine.
- Diablo III в Уикия
- Български сайт за Diablo III – d3bg.org
- Diablo III България Архив на оригинала от 2010-03-13 в Wayback Machine.
- Неофициална Диабло Енциклопедия
- Сайтове за Diablo III в архивно копие на проект „Отворена директория“